# Helsinge Hallerne
Helsinge Hallerne er et idrætsanlæg i Helsinge bestående af fire haller, 7 fodboldbaner, Skytteanlæg, Tennisanlæg med 5 baner samt Helsinge Badet med en 25m bane. Den største af hallerne, der hovedsageligt bliver brugt til håndbold, har plads til ca. 1600 tilskuere og er hjemmebane for Håndboldligaklubben Nordsjælland Håndbold.
Bygningen stod færdig d. 5. november 1966. Den blev bygget delvist af frivillige.
Bygningen kostede i datidens penge omkring 675.000 kr. at bygge, hvilket samlet end ved blandt andet afholdelse af fester, hvor overskudet gik til at bygge hallen.

## Eksterne links
- Helsinge Hallerne Arkiveret 27. maj 2007 hos  hos Archive.is